# Acosmeryx
Acosmeryx är ett släkte av fjärilar. Acosmeryx ingår i familjen svärmare.

## Bildgalleri

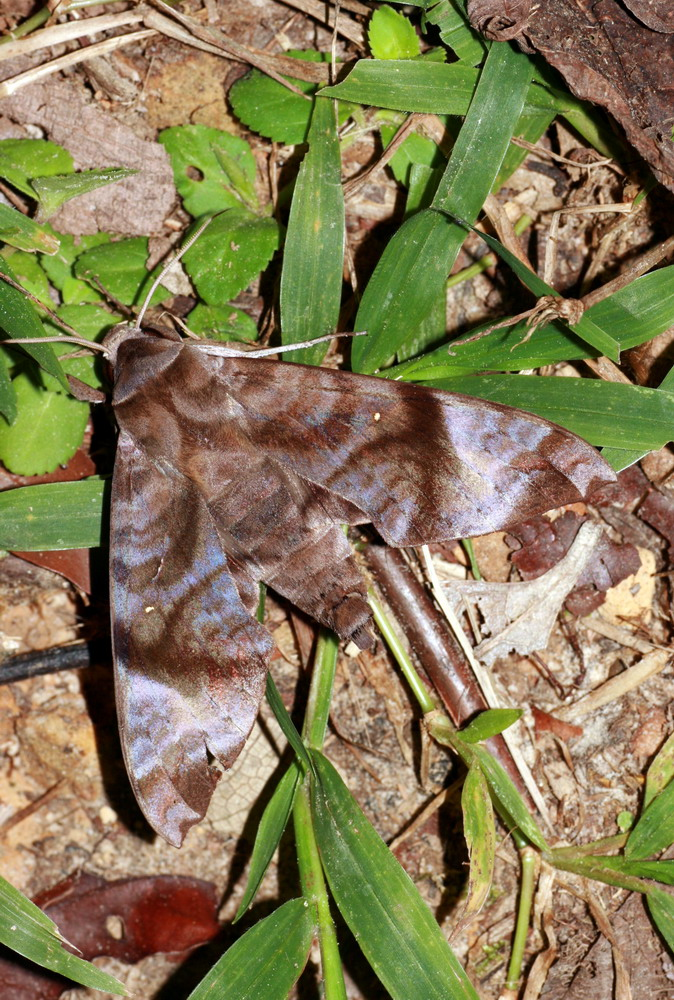

## Dottertaxa tillAcosmeryx, i alfabetisk ordning[1]

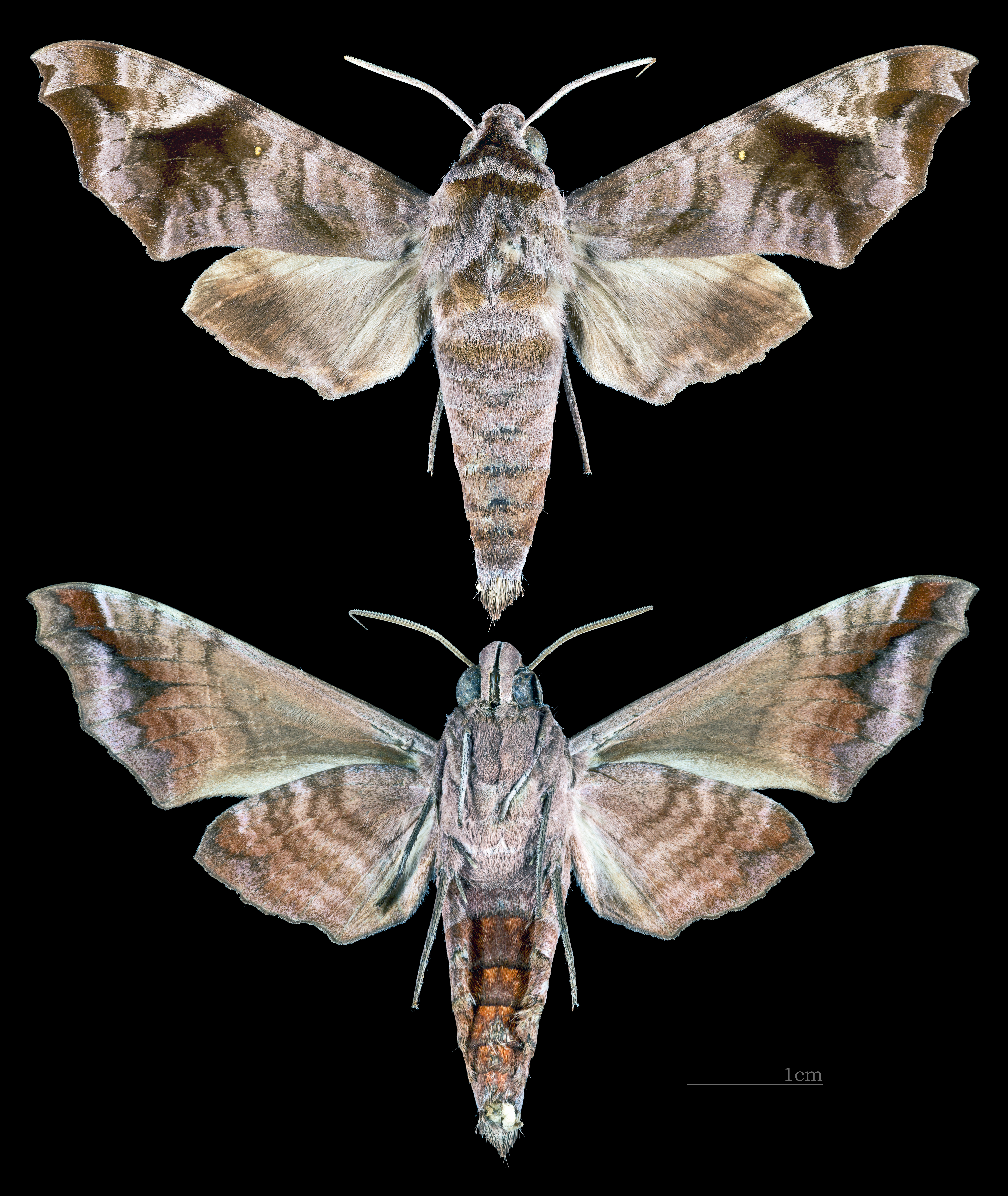
Acosmeryx acteus
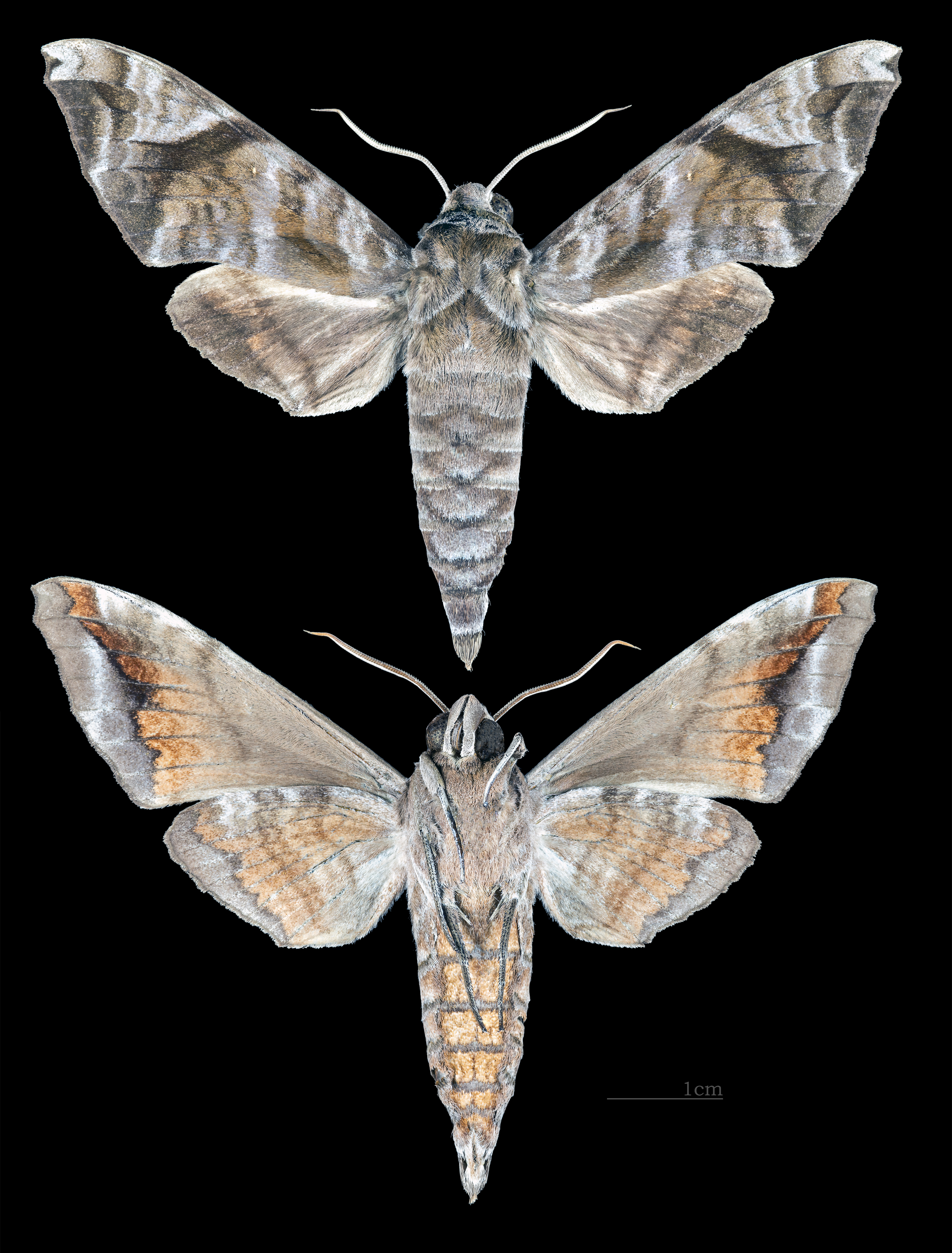
Acosmeryx ancea
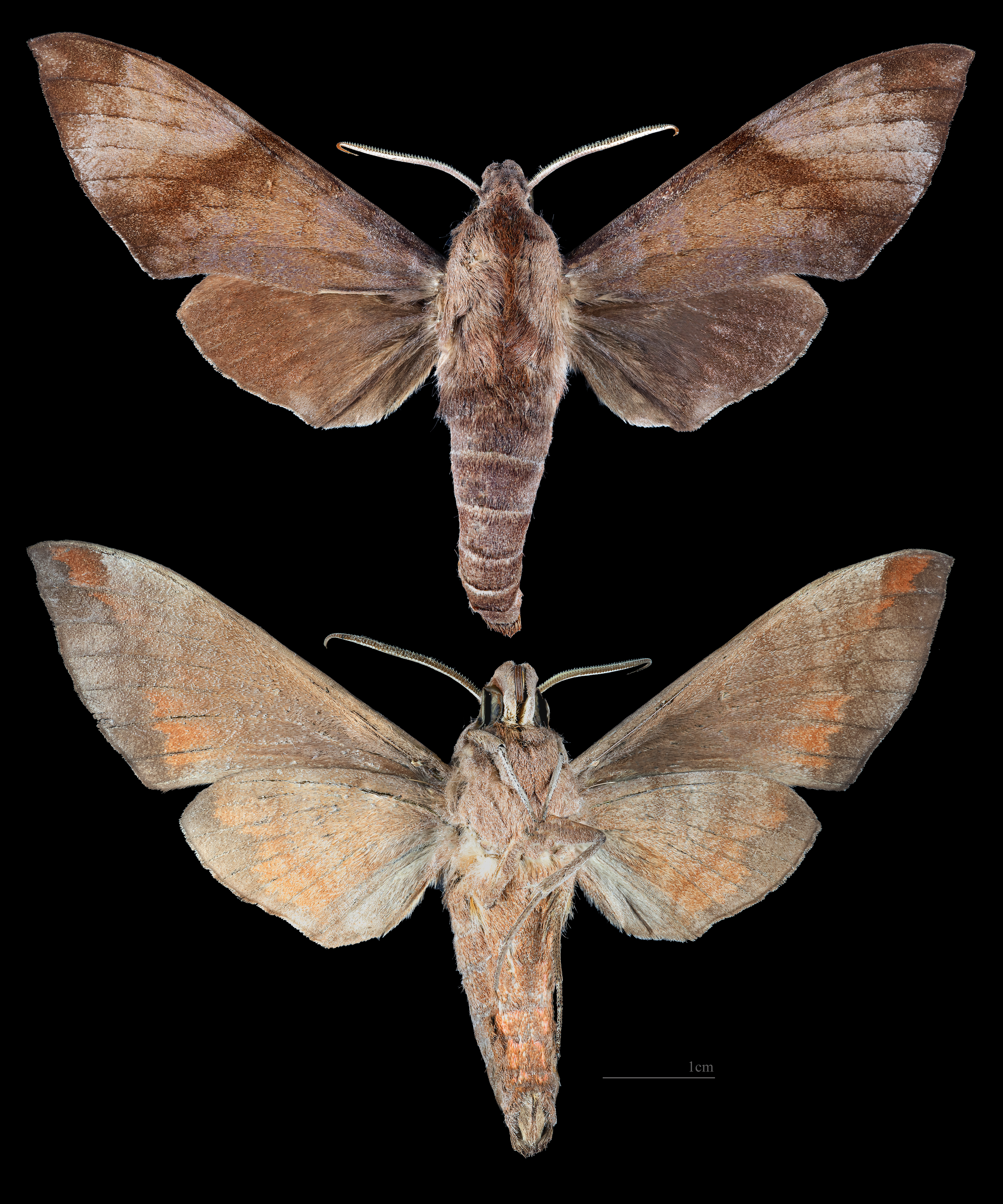
Acosmeryx anceoides
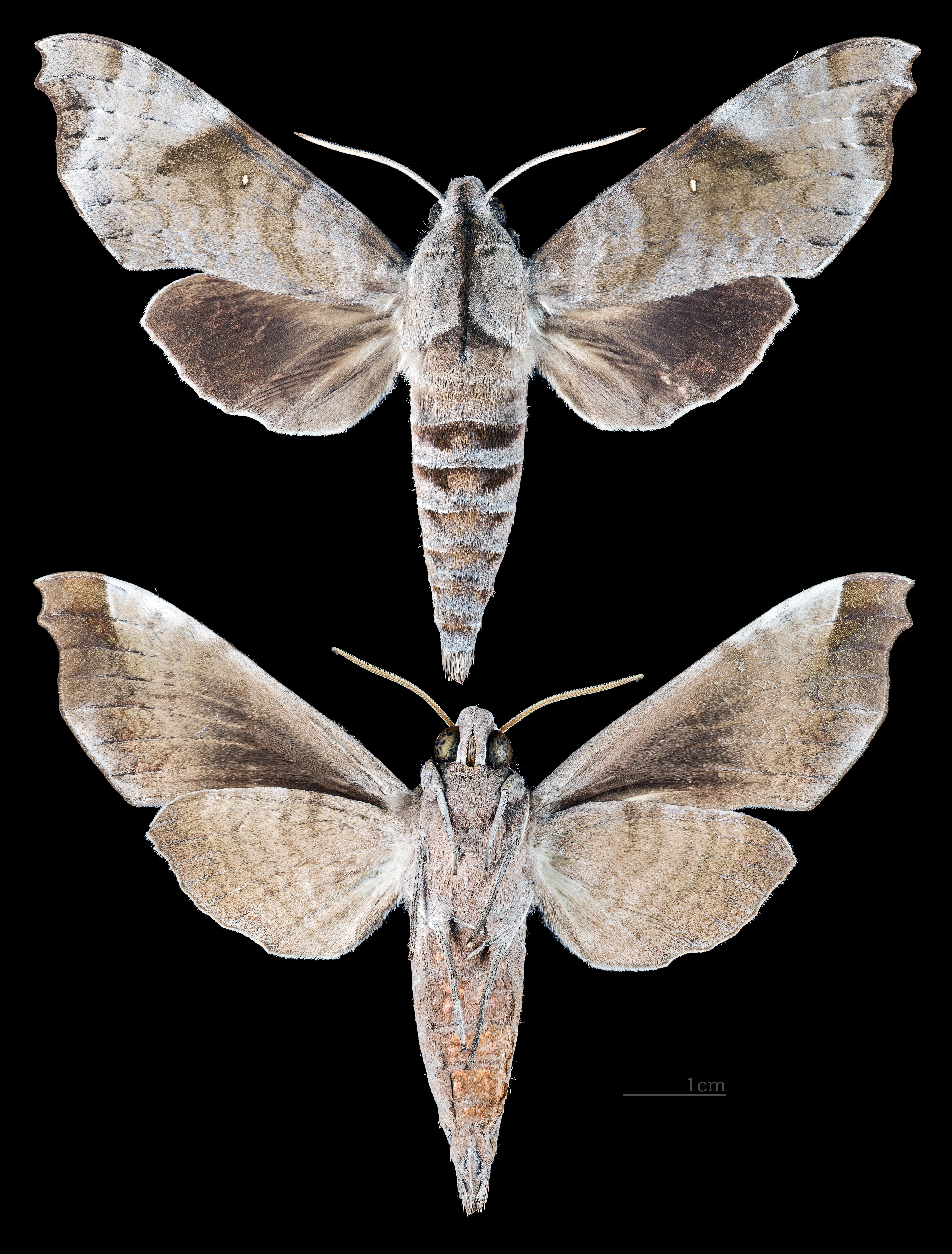
Acosmeryx anceus
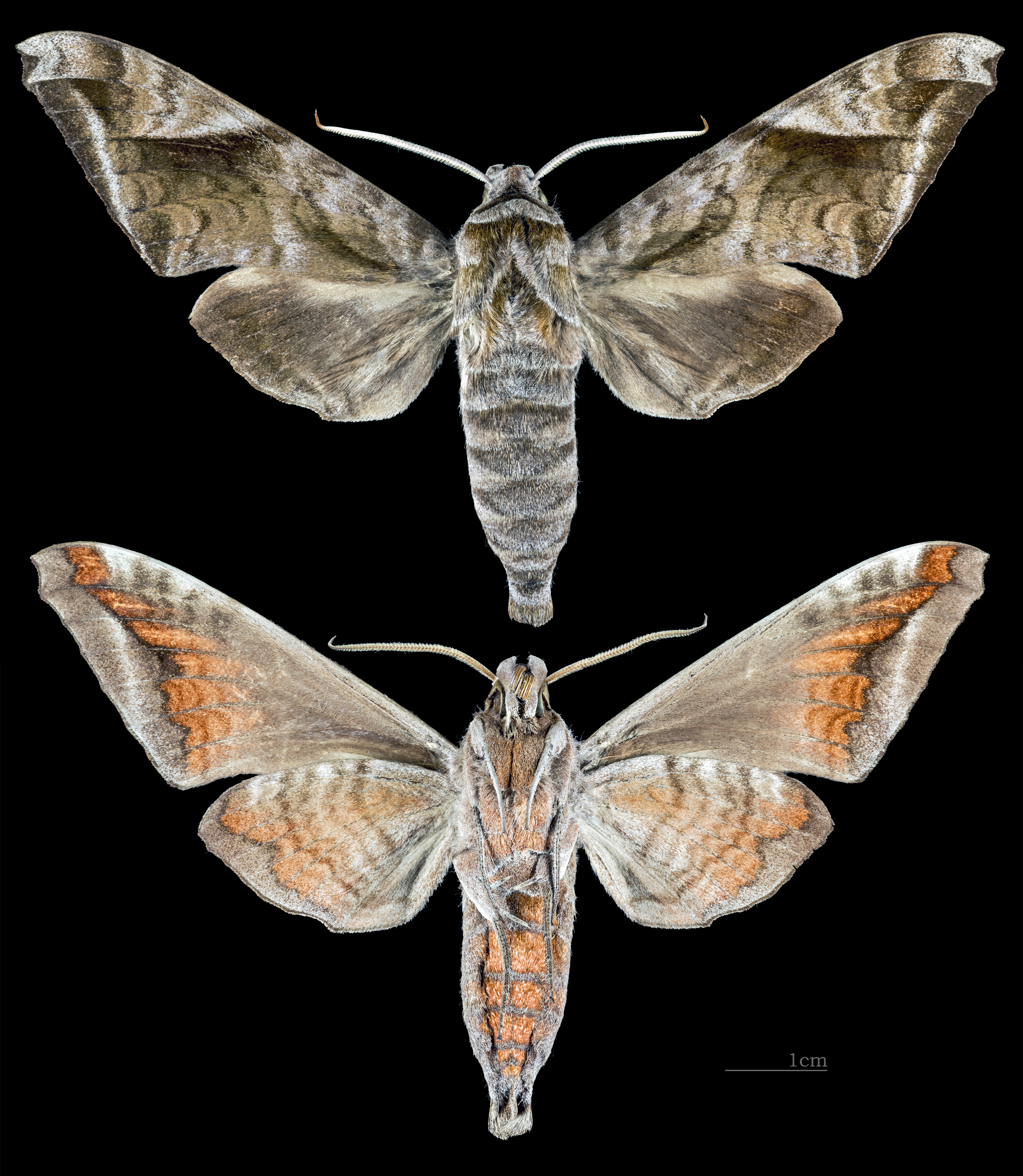
Acosmeryx brooksi
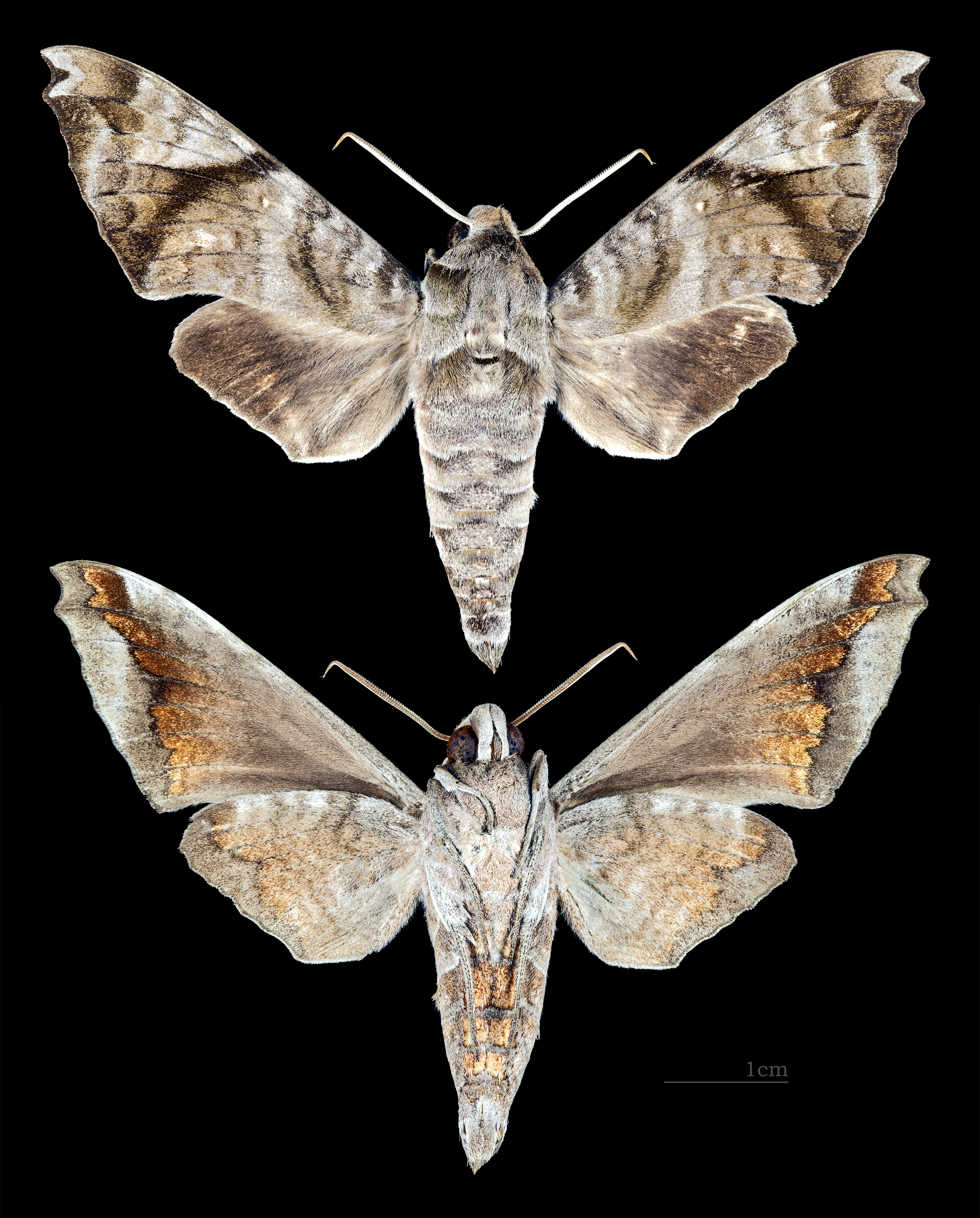
Acosmeryx castanea
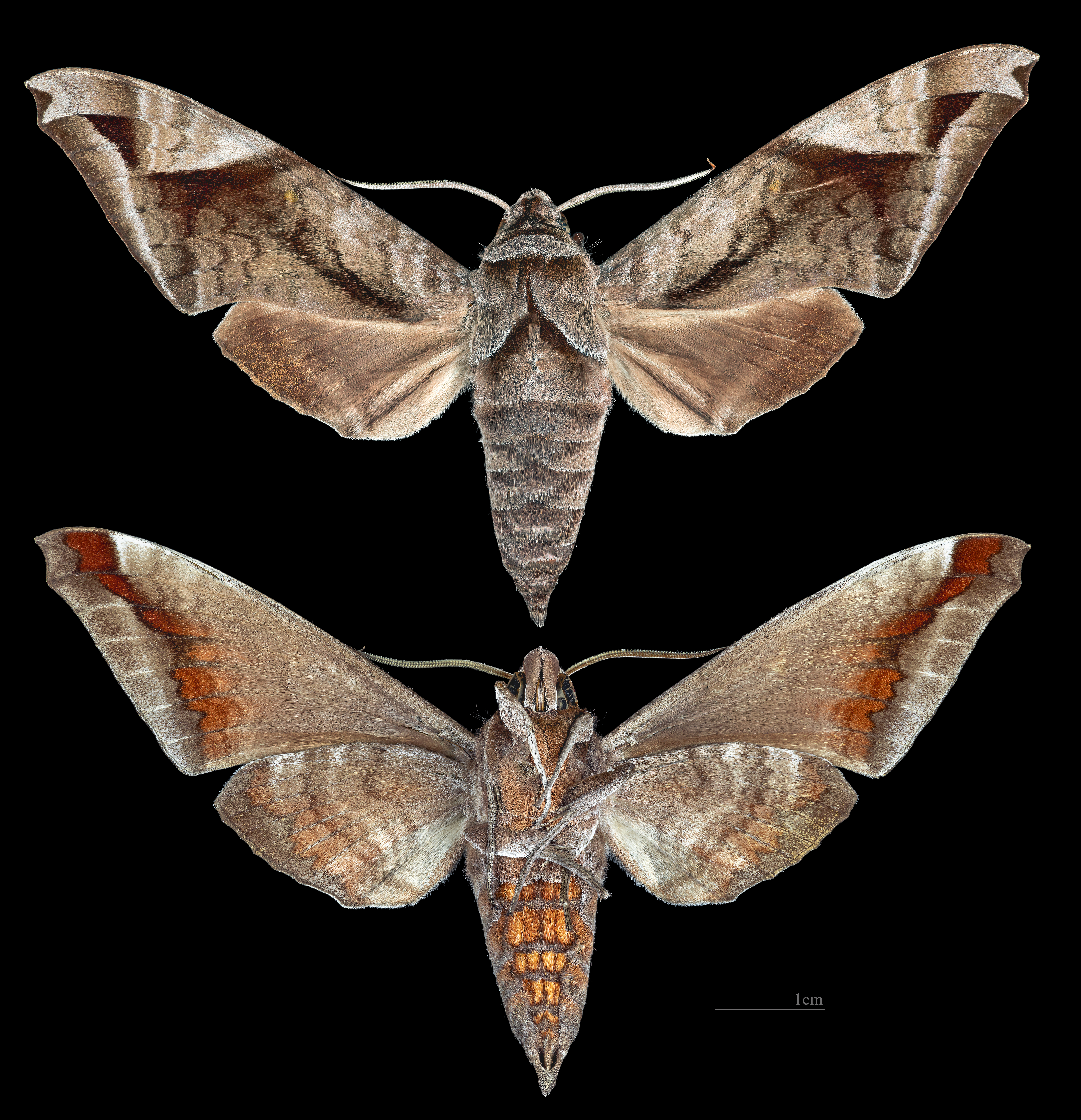
Acosmeryx cinerea
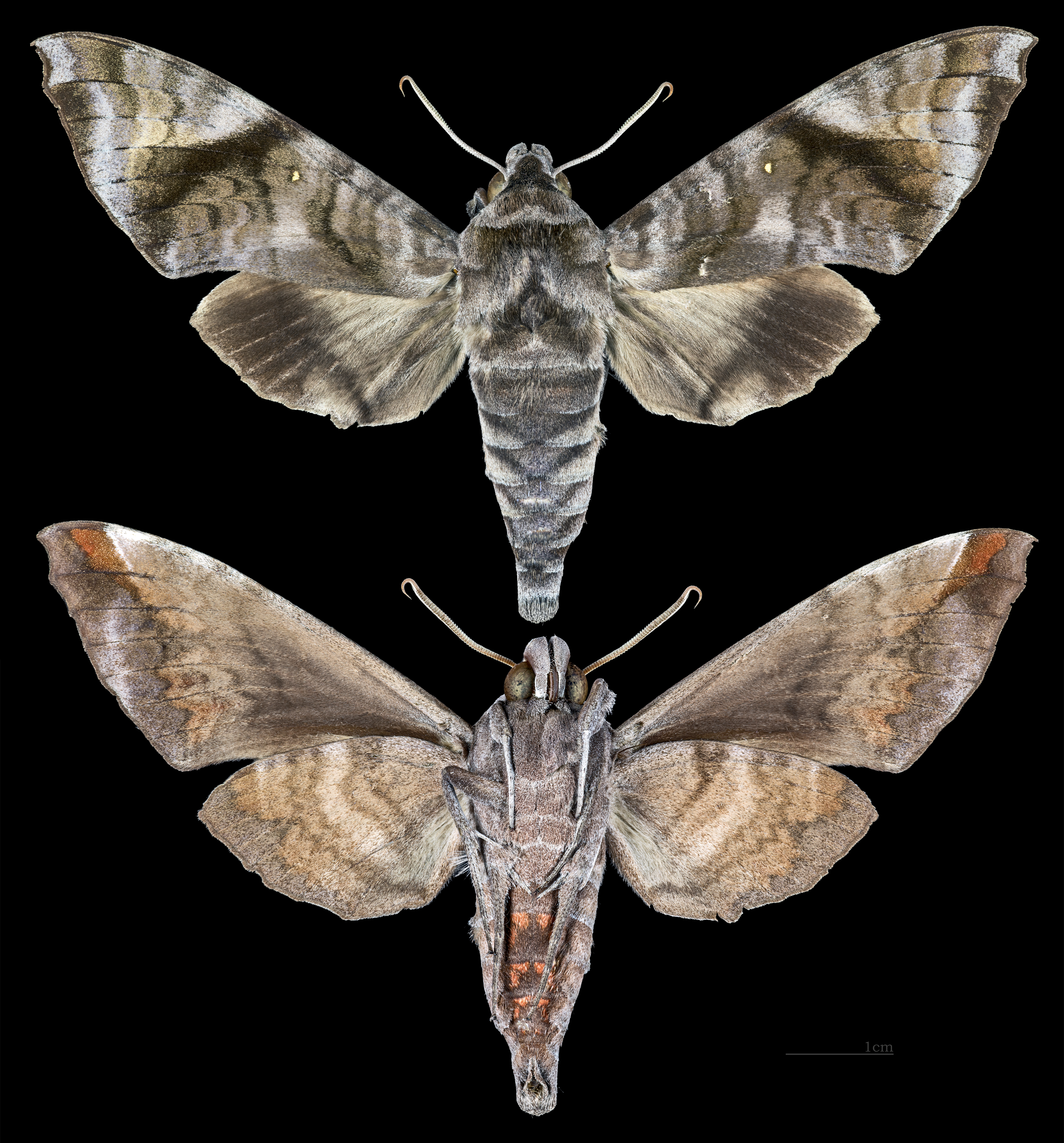
Acosmeryx cinnamomea
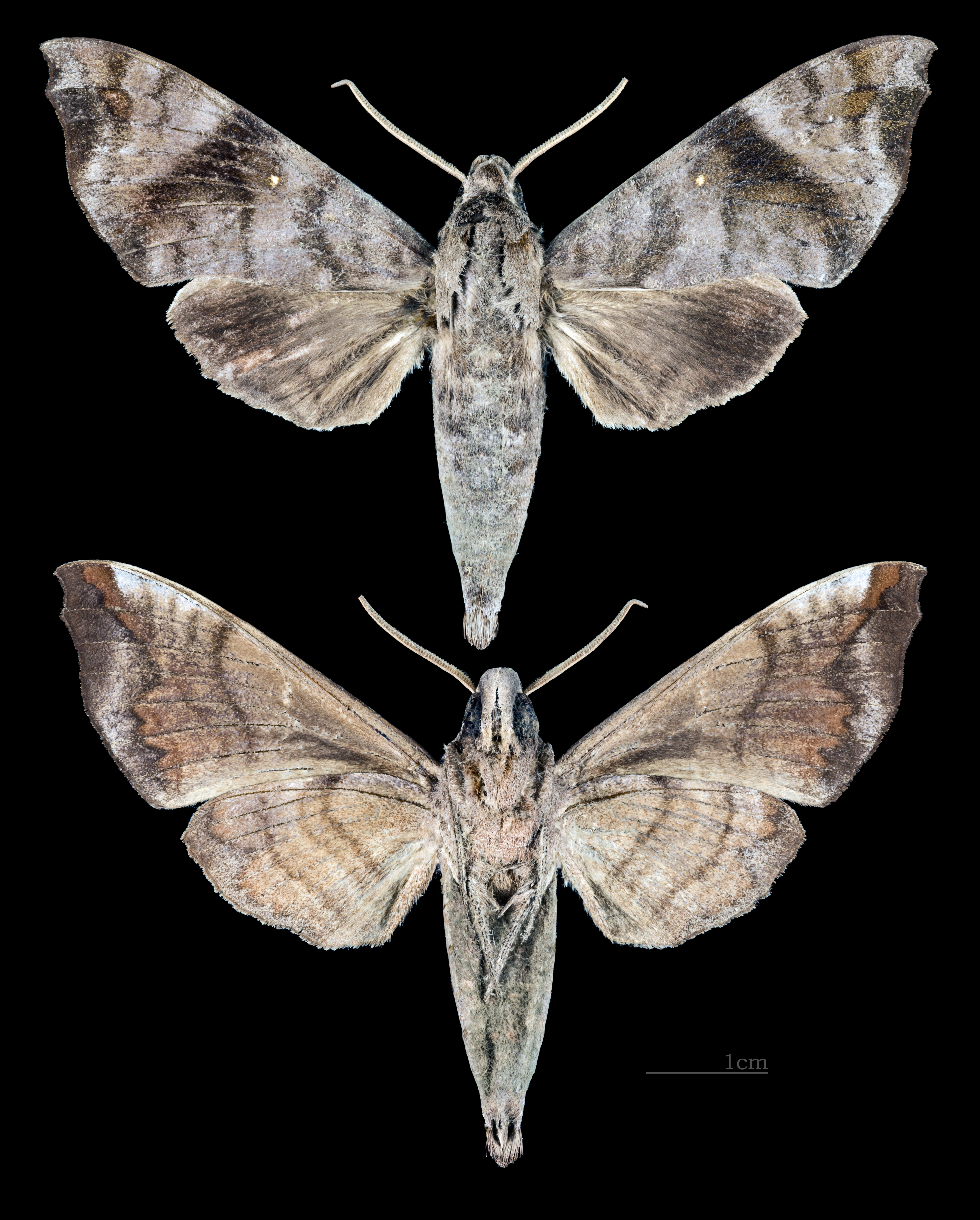
Acosmeryx conspicua
- Acosmeryx daulis
- Acosmeryx kuangtungensis
- Acosmeryx meskini
- Acosmeryx metanaga
- Acosmeryx miskini
- Acosmeryx mixtura
- Acosmeryx montivago
- Acosmeryx naga
- Acosmeryx obliqua
- Acosmeryx obscura
- Acosmeryx omissa
- Acosmeryx pseudomissa
- Acosmeryx pseudonaga
- Acosmeryx rufescens
- Acosmeryx sericeus
- Acosmeryx shervillii
- Acosmeryx socrates
- Acosmeryx subdentata
- Acosmeryx tibetana
- Acosmeryx yunnanfuana

- Acosmeryx anceus
- Acosmeryx castanea
- Acosmeryx formosana
- Acosmeryx miskini
- Acosmeryx naga
- Acosmeryx pseudomissa
- Acosmeryx sericeus
- Acosmeryx shervillii
- Acosmeryx socrates